# Sikke et cirkus
Sikke et cirkus er en dansk film fra 2017, filmen er instrueret af Lotte Svendsen.

## Medvirkende
- Viola Martinsen som Ramona
- Rosemarie Larsen som Piko
- Rasmus Bjerg som Cirkusdirektør Kaj
- Mikkel Lomborg som Hr. Skæg

## Eksterne Henvisninger
- Sikke et cirkus på Internet Movie Database (engelsk)
- Sikke et cirkus på Filmdatabasen
- Sikke et cirkus på danskefilm.dk
- Sikke et cirkus på danskfilmogtv.dk
- Sikke et cirkus på Scope
- Sikke et cirkus i Svensk Filmdatabas (svensk)
- Sikke et cirkus på The Movie Database (engelsk)